# Cleomenes micarius
Cleomenes micarius är en skalbaggsart som beskrevs av Holzschuh 1991. Cleomenes micarius ingår i släktet Cleomenes och familjen långhorningar. Inga underarter finns listade i Catalogue of Life.